# Thomas Broughton (Gouverneur)
Thomas Broughton (* um 1668 in County Durham, England; † 22. November 1737 im Berkeley County, im späteren US-Bundesstaat South Carolina) war ein Kolonialgouverneur der Province of South Carolina.

## Lebenslauf
Thomas Broughton war ein Sohn von Andrew und Ann Overton Broughton. Über seine Jugend und Schulausbildung ist nichts überliefert. Später lebte er auf den Westindischen Inseln, möglicherweise auf den Antillen. Von dort zog er in das damals englische Gebiet des heutigen US-Staates South Carolina. Seine dortige Anwesenheit ist erstmals im Jahr 1692 nachweisbar, als er einen Treueeid auf das englische Königspaar Wilhelm III. und Maria II. ablegte. Er heiratete Ann Johnson, eine Tochter des Kolonialgouverneurs Nathaniel Johnson und Schwester von Robert Johnson. Damit war er Schwiegersohn und Schwager je eines Kolonialgouverneurs von South Carolina.
Ab 1696 war Broughton in South Carolina politisch aktiv. Er war mehrfach Mitglied des kolonialen Parlaments, dessen Präsident (Speaker) er zeitweise war. Außerdem gehörte er der Miliz an, in der er bis zum Generalmajor aufstieg. Darüber hinaus bekleidete Thomas Broughton mehrere lokale Ämter. Nach dem Tod von Gouverneur Edward Tynte im Jahr 1710 galt er als aussichtsreichster Kandidat für dessen Nachfolge. Das Amt wurde dann aber mit Hilfe von Bestechungen an Robert Gibbes vergeben. In der Folge kam es zu Rivalitäten zwischen Gibbs und Broughton und deren Anhängern. Das führte zwischenzeitlich zu Aufruhr in der Kolonie. Gibbes konnte aber sein Amt bis zur Ankunft des neuen regulären Gouverneurs Charles Craven (19. März 1712) behalten. Auf der anderen Seite war auch Broughton nicht frei von Bestechungsvorwürfen. Im Jahr 1708 wurde er wegen Korruption im Zusammenhang mit dem Indianerhandel angeklagt, aber freigesprochen. In den Jahren nach seiner Niederlage bei der Gouverneursernennung im Jahr 1710 setzte er seine Laufbahn im öffentlichen Dienst der Kolonie fort. Außerdem bewirtschaftete er vier Plantagen. Darunter war auch die Mulberry Plantation.
Ab 1729 war Thomas Broughton Stellvertreter des Kolonialgouverneurs. Nach dem Tod seines Schwagers Robert Johnson, der zu diesem Zeitpunkt das Amt des Kolonialgouverneurs ausübte, rückte Broughton aufgrund seiner Stellung als Vizegouverneur in das höchste Kolonialamt nach. Er bekleidete dieses Amt kommissarisch zwischen Mai 1735 und seinem Tod am 22. November 1737. In dieser Zeit kam es zu Streitigkeiten insbesondere wegen des Indianerhandels mit der jungen benachbarten Kolonie, dem späteren US-Staat Georgia.